# Vệ Thước
Vệ Thước (giản thể: 卫铄; phồn thể: 衛鑠; bính âm: Wèi Shuò, 272 – 349), tự Mậu Y (茂猗), hiệu Hòa Nam (和南), nhưng thông thường được gọi là Vệ phu nhân (衛夫人), là một nữ thư pháp gia có tiếng thời Đông Tấn, người đã lập ra các quy tắc cho khải thư. 
Học trò nổi tiếng nhất của bà là Vương Hi Chi, một trong những thư pháp gia vĩ đại nhất văn hóa Trung Hoa.

## Tiểu sử
Sinh ra tại An Ấp, Hà Đông (ngày nay là huyện Hạ tỉnh Sơn Tây), Vệ Thước là con gái của Vệ Triển (衛展), em gái của Vệ Hằng (衛恆). Tộc tổ Vệ Quán, làm quan đến Tư không của Tây Tấn, Lục thượng thư sự, cùng Tác Dĩnh (索靖) oàn thiện lới viết chữ thảo thư, gọi là "Nhất đài nhị Diệu" (一台二妙).
Thiếu thời, bà là học trò của Chung Do. Tuy nhiên, kiểu viết chữ của Vệ Thước hẹp hơn so với kiểu viết chữ rộng của Chung Do. Tác phẩm "Bút trận đồ" (筆陣圖) của bà mô tả Thất thế (七勢) và sau này đã trở thành Vĩnh tự bát pháp (永字八法) nổi tiếng. Khi trưởng thành, Vệ Thước lấy Lý Củ (李矩), Thứ sử Đinh Châu. Vệ Thước và Lý Củ sinh ra Lý Sung (李充), cũng là một thư pháp gia và từng đảm nhận chức vụ Trung thư thị lang (中書侍郎).

## Tác phẩm
Các tác phẩm nổi tiếng của bà bao gồm:
- Danh cơ thiếp (名姬帖).
- Vệ thị Hòa Nam thiếp (衛氏和南帖).

Người thời nhà Tống là Trần Tư (陈思), dẫn lại đánh giá của người đời Đường về thư pháp của bà:"Như cắm hoa vũ nữ, lên xuống mỹ dung; lại như mỹ nữ lên đài, tiên nga lộng ảnh, hồng liên ánh thủy, bích chiểu phù hà". 